# Liste der Baudenkmäler in Oberpframmern

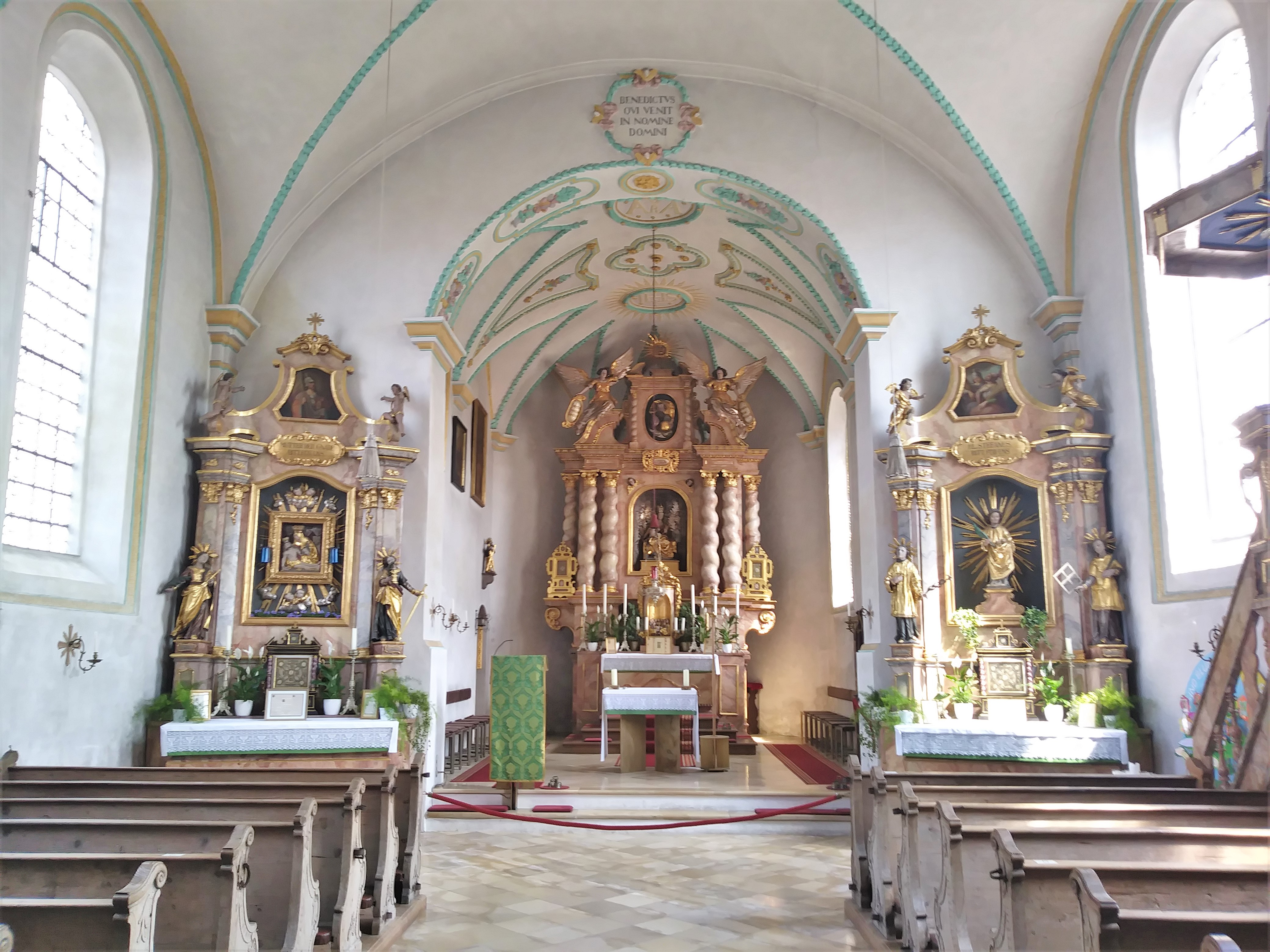
Innenraum von St. Andreas in Oberpframmern

Auf dieser Seite sind die Baudenkmäler in der oberbayerischen Gemeinde Oberpframmern zusammengestellt. Diese Tabelle ist eine Teilliste der Liste der Baudenkmäler in Bayern. Grundlage ist die Bayerische Denkmalliste, die auf Basis des Bayerischen Denkmalschutzgesetzes vom 1. Oktober 1973 erstmals erstellt wurde und seither durch das Bayerische Landesamt für Denkmalpflege geführt wird. Die folgenden Angaben ersetzen nicht die rechtsverbindliche Auskunft der Denkmalschutzbehörde.

## Baudenkmäler nach Ortsteilen

### Oberpframmern
| Lage                                            | Objekt                              | Beschreibung | Akten-Nr.    | Bild           |
| ----------------------------------------------- | ----------------------------------- | --- | ------------ | -------------- |
| Egmatinger Straße 5 (Standort)                  | Ehemaliger Bauernhof                | Zweigeschossige Einfirstanlage mit flachem Satteldach, verputztem Wohnteil und Bundwerk am Wirtschaftsteil, bezeichnet 1830                                                                    | D-1-75-131-2 | weitere Bilder |
| Glonner Straße 3 (Standort)                     | Katholische Pfarrkirche St. Andreas | Saalbau mit Pilastergliederung und rechteckigem Chorturm, im Kern um 1400/30, Erweiterung des Langhauses und Turmoberbau mit Zwiebelhaube 1687; mit Ausstattung                                | D-1-75-131-1 | weitere Bilder |
| Glonner Straße 7 (Standort)                     | Ehemaliger Kleinbauernhof           | Zweigeschossige Einfirstanlage mit flachem Satteldach, verputztem Wohnteil und Bundwerk am Wirtschaftsteil mit Hakenschopf, 2. Viertel 19. Jahrhundert                                         | D-1-75-131-3 | weitere Bilder |
| Glonner Straße 18 (Standort)                    | Ehemaliger Einfirsthof              | Zweigeschossiger Mitterstallbau mit verputztem Wohnteil, flachem Satteldach, verbretterter Giebellaube und Bundwerk am Wirtschaftsteil, 2. Viertel 19. Jahrhundert, Querbauten modern angefügt | D-1-75-131-4 | weitere Bilder |
| Nähe Glonner Straße, beim Sportplatz (Standort) | Bildstock                           | Tuffsteinpfeiler mit bekrönter Laterne, bezeichnet 1736 | D-1-75-131-6 | weitere Bilder |
| Zornedinger Straße 5 (Standort)                 | Landhaus                            | Zweigeschossiger Putzbau mit Satteldach, breiter Laube und verbretterter Giebellaube, sowie Fresken im Heimatstil, um 1920                                                                     | D-1-75-131-5 | weitere Bilder |

### Aich
| Lage               | Objekt     | Beschreibung                                                   | Akten-Nr.    | Bild           |
| ------------------ | ---------- | -------------------------------------------------------------- | ------------ | -------------- |
| Aich 44 (Standort) | Wegkapelle | Breiter Nischenbau, verputzt, bezeichnet 1860; mit Ausstattung | D-1-75-131-7 | weitere Bilder |

### Esterndorf
| Lage                     | Objekt                                | Beschreibung | Akten-Nr.    | Bild           |
| ------------------------ | ------------------------------------- | --- | ------------ | -------------- |
| Esterndorf 10 (Standort) | Katholische Filialkirche St. Leonhard | Kleiner spätgotischer Saalbau mit polygonalem Chorschluss und Dachreiter mit Spitzhelm, verputzter Tuffquaderbau, um 1500, Langhaus im Kern älter; mit Ausstattung | D-1-75-131-8 | weitere Bilder |

### Niederpframmern
| Lage                         | Objekt                                   | Beschreibung | Akten-Nr.     | Bild           |
| ---------------------------- | ---------------------------------------- | --- | ------------- | -------------- |
| Buchenweg 3 (Standort)       | Bauernhof (sogenannt beim Schattenhofer) | Hakenförmige Anlage mit flachem Satteldach, zweigeschossiges Wohnstallhaus mit Kniestock, Putzgliederung und schmiedeeisernen Balkonen, quer angeschlossene Remise im gleichen Stil, bezeichnet 1850 und 1887/88 | D-1-75-131-10 | weitere Bilder |
| Steinseestraße 12 (Standort) | Kapelle St. Georg                        | Achteckiger Zentralbau mit Lisenengliederung, Vorzeichen und Zeltdach mit Dachreiter, Ende 17. Jahrhundert; mit Ausstattung                                                                                      | D-1-75-131-9  | weitere Bilder |

### Wolfersberg
| Lage                                               | Objekt                                           | Beschreibung | Akten-Nr.     | Bild           |
| -------------------------------------------------- | ------------------------------------------------ | --- | ------------- | -------------- |
| Wolfersberg 1, 4, 5, 11, 12, 13, 14, 15 (Standort) | Wegkapelle                                       | Verputzte Nischenanlage mit Satteldach, 18. Jahrhundert; mit Ausstattung                                                                      | D-1-75-131-14 | weitere Bilder |
| Wolfersberg 2 (Standort)                           | Bildstock                                        | Bruchstück aus Tuffstein, 18. Jahrhundert | D-1-75-131-13 | Bildstock      |
| Wolfersberg 3 (Standort)                           | Ehemalige Filialkirche, jetzt Kapelle St. Ulrich | Kleiner verputzter Saalbau mit leicht eingezogener Apsis und massivem Dachreiter mit Zwiebelhaube, 1. Hälfte 18. Jahrhundert; mit Ausstattung | D-1-75-131-11 | weitere Bilder |
| Wolfersberg 4, 5, 6, 7, 8 (Standort)               | Historische Ausstattung der Kapelle              | Historische Ausstattung, wohl 19. Jahrhundert, in Kapellenneubau                                                                              | D-1-75-131-12 | BW             |